# Грађански рат у Гватемали
Грађански рат у Гватемали се водио од 1960. до 1996. између владе Гватемале и различитих левичарских побуњеничких група. У почетку су их подржавали етнички аутохтони народи Маја и Ладино сељаци, који заједно чине сеоско сиромаштво. Владине снаге осуђене су због чињења геноцида над становништвом Маја у Гватемали током грађанског рата и због широког кршења људских права над цивилима. Контекст борбе заснован је на дуготрајним питањима неправичне расподеле земљишта; Становници европског порекла и стране компаније, као што је "Америчка удружена воћна компанија", доминирали су над већим делом земље, сукобљавајући се са руралном становништвом.

## Позадина
После револуције 1871. године, либерална влада Хуста Руфина Баријоса ескалирала је са производњом кафе у Гватемали, која је захтевала много земље и много радника. Баријос је успоставио Settler Rule Book, којим је приморао домаће становништво да ради за ниске плате за земљопоседнике, који су били Креоли, а касније немачки насељеници. Баријос је такође конфисковао земљу од староседеоца, која је била заштићена током шпанске колоније и током конзервативне владе Рафаела Карере. Поделио га је својим пријатељима либералима, који су постали главни земљопоседници.
1890-их Сједињене Државе почеле су да примењују Монроову доктрину, потискујући европске колонијалне силе у Латинској Америци. Њени комерцијални интереси успоставили су хегемонију САД над ресурсима и радном снагом у региону. Диктатори који су владали Гватемалом крајем 19. и почетком 20. века били су врло прилагодљиви америчким пословним и политичким интересима, јер су лично имали користи. За разлику од држава попут Хаитија, Никарагве и Кубе, САД нису морале да користе отворену војну силу да би одржале доминацију у Гватемали. Гватемалска војска / полиција блиско је сарађивала са америчком војском и Стејт департментом како би осигурала америчке интересе. Влада Гватемале изузела је неколико америчких корпорација од плаћања пореза, посебно "Америчку удружену воћну компанију". Такође је приватизовала и распродала комуналне услуге у јавном власништву и дала огромне делове јавног земљишта.

## Структура друштва
1920. године шведски принц Вилхелм посетио је Гватемалу и описао гватемалско друштво и владу у својој књизи "Између два континента, белешке са путовања по Централној Америци", 1920. Анализирао је тадашње гватемалско друштво, истичући да иако је себе називало „републиком“, Гватемала је имала три оштро дефинисане класе:
1. Креоли-мањина коју чине потомци Шпанаца који су освојили Централну Америку; до 1920. Креоли су чинили већи део чланова обе политичке странке и елите у земљи. Вековима су се венчавали с Индијанцима и другим људима европског порекла. Велика већина је имала неко староседелачко порекло, али се углавном поистовећивала са европском културом.[5] Водили су земљу и политички и интелектуално, делимично и зато што је њихово образовање било далеко супериорније од образовања већине осталих становника. Само су креоли примани у главне политичке странке[5], а њихове породице су у великој мери контролисале и, углавном, поседовале обрађене делове земље.[5]
2. Ладиноси- Средња класа. Потомци народа аутохтоних, афричких и креолских предака, нису држали готово никакву политичку власт 1920. Они су чинили занатлије, магационере, трговце и ниже званичнике.[5] У источном делу земље радили су као пољопривредни радници.[5]
3. Индијанци: Већину становништва чинили су домороци или домороци Гватемалаци, од којих су већину чинили народи Маја. Многи су имали мало или нимало формалног образовања. Многи домороци служили су као војници у војсци и често су подизани на положаје од великог поверења. Они су чинили већину пољопривредних радника.[5]

## Режим Хорхеа Убика
Године 1931. диктатор Хорхе Убико је дошао на власт и њега су подржале САД. Иако је био ефикасан администратор, покренуо је један од најбруталнијих репресивних војних режима у историји Централне Америке. Као што је радио и Естрада Кабарера у доба своје владавине, тако је и Убико убијао своје политичке противнике и имао велику мрежу својих шпијуна. Био је један од најбогатијих људи света (зарађивао је око 215 хиљада долара годишње током 1930-их), антикомуниста, и увек је био уз "Америчку удружену воћну компанију".
Убико је био приморан да примени систем дужничког ропства и принудног рада како би био сигуран да има довољно радне снаге за плантаже кафе и да су радници били лако доступни. Наводно је доносио законе који су омогућавали власницима земљишта да погубљују раднике као „дисциплинску“ меру. Такође се идентификовао као фашиста; дивио се Мусолинију, Франку и Хитлеру, рекавши у једном тренутку: "Ја сам попут Хитлера. Прво погубим, а касније постављам питања."
Убико је презирао аутохтоно становништво, називајући их "животињским", и изјавио је да им је потребна обавезна војна обука, упоређујући је са "припитомљавањем магараца". Поклонио је стотине хиљада хектара "Уједињеној воћној компанији" (УФЦО), ослободио их пореза у Тиквисату и дозволио америчкој војсци да успостави базе у Гватемали. Убико је за себе сматрао да је нови Наполеон. После 14 година, Убикова репресивна политика и арогантно понашање коначно су довели до мирних протеста урбаних интелектуалаца средње струке, професионалаца и нижих официра војске 1944. године. 1. јула 1944. Убико је поднео оставку на функцију усред општог штрајка и државних протеста. Планирао је да преда власт бившем директору политике, генералу Родерику Анзуету, кога је сматрао да може да контролише. Његови саветници приметили су да су Анзуетове про-нацистичке симпатије учиниле непопуларним и да неће моћи да контролише војску. Дакле, Убико је уместо тога изабрао да одабере тријумвират генерал-мајора Буенавентуре Пињеду, генерал-мајора Едуарда Вилаграна Аризу и генерала Федерика Пончу Ваидеса. Тројица генерала обећали су да ће сазвати националну скупштину за одржавање избора за привременог председника, али када се конгрес састао 3. јула, војници су држали све под оружјем и приморали их да гласају за генерала Пончеа, а не за популарног цивилног кандидата, др. Рамона Калдерона. Понче, који се раније повукао из војне службе због алкохолизма, примао је наређења од Убика и задржавао многе службенике који су радили у његовој администрацији. Настављена је репресивна политика.
19. октобра 1944. мала група војника и студената предвођених Арбензом и Араном напала је Националну палату у ономе што је касније постало познато као „Октобарска револуција“. Понче је поражен и отеран у изгнанство; и Арбенз, Арана, и адвокат Хорхе Торијело основали су хунту. Прогласили су да ће демократски избори бити одржани пре краја године.
Избори су одржани исте године и Гватемала је добила првог демократски изабраног председника, Хосе Аревала, доктора филозофије. Аревало је спровео социјалне реформе, укључујући законе о минималним платама, повећано финансирање образовања, готово универзално право гласа (искључујући неписмене жене) и реформе рада. Али многе од ових промена користиле су само вишој средњој класи и нису учиниле много за сељачке пољопривредне раднике који су чинили већину становништва. Иако су његове реформе биле релативно умерене, влада Сједињених Држава, католичка црква, велики земљопоседници, послодавци као што је "Америчка удружена воћна компанија" и гватемалски војни официри, су његову владу сматрали неефикасном, корумпираном и под великим утицајем комуниста. Током његовог председништва догодило се најмање 25 покушаја пуча, које су углавном водили богати либерални војни официри.
Уследила је серија војних удара, на којима су приказани лажни избори на којима су само војна лица била кандидати за победу. Погоршање сиромаштва и политичке репресије која је мотивисала грађански рат била је широко распрострањена. Социјално-економска дискриминација и расизам који су се практиковали против аутохтоних народа Гватемале, попут Маја; многи су се касније борили у грађанском рату. Иако домородачки Гватемаланци чине више од половине националног становништва, они су били без земље, јер су били лишени своје земље још од времена Хуста Руфина Баријоса. Земљопоседничке горње класе олигархије, углавном потомци шпанских и других европских имиграната у Гватемали, иако често такође са неким метишким пореклом, контролисали су већи део земље након Либералне реформе 1871.

## Иницијална фаза рата: 1960е и 1970е
Америчка Централна обавештајна агенција (ЦИА) летела је бомбардерима Б-26 прерушеним у гватемалске војне авионе да бомбардују побуњеничке базе, јер је пуч угрозио америчке планове за инвазију на Кубу, као и гватемалски режим који је подржавао. Побуњеници су побегли на брда источне Гватемале и суседног Хондураса и формирали језгро онога што је постало познато као МР-13. Преживели официри побегли су у брда источне Гватемале, а касније успоставили комуникацију са кубанском владом Фидела Кастра. До 1962. године, ти преживели официри успоставили су побуњенички покрет познат као МР-13 (Movimiento Revolucionario 13 Noviembre), назван по датуму официрске побуне.
У новембру 1965. године, амерички саветник за јавну безбедност Џон Лонган стигао је у Гватемалу на привремено из Венецуеле како би помогао вишим војним и полицијским званичницима у успостављању урбаног програма против побуне. Уз помоћ Лонгана, гватемалска војска покренула је „операцију Лимпиеза“ (операција чишћења) урбани програм против побуне под командом пуковника Рафаела Аријаге Босквеа. Овај програм координисао је активности свих главних државних безбедносних агенција (укључујући Војску, Судску полицију и Националну полицију) у прикривеним и отвореним антитеровничким операцијама. Под Аријагином управом, снаге безбедности почеле су да отимају, муче и убијају кључне саставнице ПГТ-а.

#### Ескалација терора
Дана 3. и 5. марта 1966, Г-2 (војна обавештајна служба) и Судска полиција извршили су рацију на три куће у Гватемали, заробивши двадесет и осам синдикалиста и чланова ПГТ-а. Ухваћени су били већина централног комитета ПГТ-а и вођа сељачке федерације Леонардо Кастиљо Флорес. Сви су „нестали“ док су били у притвору снага безбедности, а гватемалска штампа је у наредним месецима постала позната као „28“. Овај инцидент пратио је талас необјашњивих "нестанака" и убистава у Гватемали и на селу о којима је извештавала штампа Гватемале. Када је током одређеног периода укинута цензура штампе, рођаци жртава „28“ и осталих који су „нестали“ у војној зони Закапа-Изабал отишли су у штампу или Удружењу универзитетских студената (АЕУ). Користећи своје правно одељење, АЕУ је накнадно вршила притисак на хабеас корпус у име „несталих“ особа. Влада је негирала било какву умешаност у убиства и нестанке. Дана 16. јула 1966, АЕУ је објавила детаљан извештај о злоупотребама у последњим месецима режима Пералта у којем је именовала тридесет пет особа умешаних у убиства и нестанке, укључујући војне комесаре и припаднике Војне полиције Хитне помоћи (ПМА) у координацији са Г-2. Након објављивања овог извештаја, напади „одреда смрти“ на АЕУ и Универзитет Сан Карлос почели су да се појачавају. Убијени су многи студенти права и чланови АЕУ.
Употреба такве тактике драматично се повећала након инаугурације председника Хулио Цезар Мендез Монтенегро-а, који је - у покушају да умири и обезбеди подршку војног естаблишмента - дао јој карт-бланш да се укључи у "сва потребна средства" за пацификовање земље.
У граду и на селу, особе осумњичене за левичарске симпатије почеле су да нестају или да буду убијене невиђеном брзином. На селу су већина "нестанака" и убистава вршили униформисани војни патроле и локално познати ПМА или војни комесари, док су у градовима отмице и "нестанке" обично изводили тешко наоружани људи у цивилу, оперишући из инсталације војске и полиције. Војска и полиција негирали су одговорност, упирући прстом у десничарске паравојне јединице смрти које су независне од владе.
Један од најзлогласнијих одреда смрти који је деловао у овом периоду био је МАНО, познат и као Мано Бланка („Бела рука“); коју је МЛН првобитно формирао као паравојни фронт у јуну 1966, како би спречио председника Мендеза Монтенегра да преузме дужност, МАНО је војска брзо преузела и уградила у државни антитерористички апарат. МАНО - иако је био једини одред смрти формиран аутономно од владе - имао је углавном војно чланство и добијао је значајна средства од богатих земљопоседника. МАНО је такође добијао информације од војне обавештајне службе преко Ла Регионала, са којим је био повезан са Генералштабом војске и свим главним снагама безбедности.

## Терор у Закапи
Уз повећану војну помоћ Сједињених Држава, гватемалска војска од 5.000 људи извршила је веће напоре на пацификацији у областима Закапа и Изабал у октобру 1966. под називом „Операција Гватемала“. Пуковник Арана Осорио именован је за команданта Војне зоне Закапа-Изабал и преузео је контролу над протутерористичким програмом уз вођење и обуку од 1000 америчких зелених беретки. Под јурисдикцијом пуковника Аране, војни стратези су наоружавали и постављали разне паравојне ескадриле смрти како би допунили редовну војску и полицијске јединице у тајним терористичким операцијама против цивилне базе за подршку ФАР-а. Оружане снаге су овим организацијама достављале особље, оружје, средства и оперативна упутства. Одреди смрти деловали су некажњено - влада им је дозволила да убију све цивиле за које се сматра да су побуњеници или побуњенички сарадници. Цивилно чланство паравојних јединица војске састојало се углавном од десничарских фанатика повезаних са МЛН-ом, који је основао и водио Марио Сандовал Аларсон, бивши учесник пуча 1954. године. До 1967. гватемалска војска је тврдила да је имала 1.800 цивилних паравојних формација под својом директном контролом.
Црне листе су састављене од осумњичених герилских сарадника и оних који су били комунистички настројени, док су се трупе и паравојне формације кретале кроз Закапу, систематски хапсећи осумњичене побуњенике и сараднике; затвореници су или убијани на лицу места или су „нестајали“ након што су одведени у тајне логоре на испитивање. У селима за која је војска сумњала да су герилска, војска је сакупила све сељачке вође и јавно их погубила, претећи да ће убити још цивила ако сељани не сарађују са властима. У извештају из 1976. године Amnesty International наводи процене да су војска и паравојне организације у Закапи убиле до 8.000 сељака између октобра 1966. и марта 1968. Друге процене говоре да је број погинулих износио 15.000 у Закапи током власти Мендеза. Као резултат тога, пуковник Арана Осорио је накнадно за своју бруталност стекао надимак „Месар из Закапе“.

## Опсада
2. новембра 1966. године у Гватемали је проглашена национална „опсада“ у којој су суспендована грађанска права - укључујући право на хабеас корпус. Читав сигурносни апарат - укључујући локалну полицију и приватне чуваре - стављен је под тадашњег министра одбране пуковника Рафаела Аријагу Босквеа. Поред ових безбедносних мера наметнута је и цензура штампе, укључујући мере осмишљене да задрже акције у Закапи у потпуној тајности. Те контроле су обезбедиле да једини објављени извештаји о програму за борбу против тероризма у Закапи буду они које је издала војна служба за односе с јавношћу. Такође на дан „опсадног стања“ објављена је директива која забрањује објављивање извештаја о хапшењима до одобрења војних власти.
У време кампање Закапа, влада је покренула паралелни програм за борбу против тероризма у градовима. Део ове нове иницијативе била је повећана милитаризација полицијских снага и активирање неколико нових антитерористичких јединица војске и Националне полиције за обављање урбаних антитерористичких функција, посебно ванзаконитих активности против противника државе. Национална полиција је након тога трансформисана у војни додатак и постала главна снага у владином програму урбане пацификације против левице.
СЦУГА - коју је ЦИА називала „терористичком организацијом коју спонзорише влада...која се користи првенствено за атентате и политичке отмице“  - извршила је отмице, бомбашке нападе, улична убиства, мучење, „нестанке“ и погубљења по кратком поступку и једних и других- стварних и осумњичени комуниста. СЦУГА је такође сарађивала са Мано Бланком један период пре него што је међуагенцијско ривалство преузело власт. У марту 1967. године, након што је заменик министра одбране и координатор противпобуњеништва пуковник Франциско Соса Авила именован генералним директором Националне полиције, створена је посебна јединица за противпобуњенике Националне полиције позната као Четврти корпус која ће вршити ванзаконите операције заједно са СЦУГА-ом . Четврти корпус је био илегални одред за атентат од педесет људи који је деловао у тајности од осталих припадника Националне полиције, узимајући наређења пуковника Сосе и пуковника Аријаге.
Неки посматрачи су политику гватемалске владе називали „белим терором“ - термином који се раније користио за описивање сличних периода антикомунистичких масовних убистава у земљама као што су Тајван и Шпанија.
До краја 1967. године, програм против побуне резултирао је виртуелним поразом побуне ФАР-а у Закапи и Изабалу и повлачењем многих његових чланова у Гватемала Сити. Председник Мендез Монтенегро сугерирао је у својој годишњој поруци конгресу 1967. године да су побуњеници поражени. Упркос поразу побуне, владина убиства су се наставила. У децембру 1967. године пронађена је мртва 26-годишња Рогелија Круз Мартинез, бивша „мис Гватемале“ из 1959. године, која је била позната по левичарским симпатијама. Њено тело показало је знаке мучења, силовања и сакаћења. Усред негодовања због убиства, ФАР је отворио ватру на товар америчких војних саветника 16. јануара 1968. Пуковник Џон Д. Вебер (шеф америчке војне мисије у Гватемали) и заповедник морнаричког аташеа Ернест А. Мунро одмах су убијени ; двоје других је рањено. ФАР је потом издао изјаву тврдећи да су убиства била одмазда над Американцима због стварања "геноцидних снага" које су "резултирале смрћу скоро 4.000 Гватемалаца" током претходне две године.

## Доминација војске
У јулу 1970. пуковник Карлос Арана Осорио преузео је место председника. Арана, подржан од војске, представљао је савез МЛН - зачетника одреда смрти МАНО - и Институционалне демократске странке (МЛН-ПИД). Арана је био први из низа војних владара повезаних са Институционалном демократском странком који су доминирали гватемалском политиком седамдесетих и осамдесетих (његов претходник Хулио Цезар Мендез, док је војска доминирала, био је цивил). Пуковник Арана, који је био задужен за терористичку кампању у Закапи, био је јаки антикомуниста који је једном изјавио: „Ако је потребно земљу претворити у гробље да би је смирили, нећу оклевати да то учиним."
Упркос минималној оружаној побуњеничкој активности у то време, Арана је 13. новембра 1970. најавио ново „опсадно стање“ и увео полицијски час од 21:00 до 05:00, а за то време сав саобраћај возила и пешака - укључујући хитна возила, ватрогасна возила, медицинске сестре и лекаре - били су забрањени на целој националној територији. Опсаду је пратила серија претреса кућа од куће до полиције, што је наводно довело до 1.600 притвора у главном граду у првих петнаест дана "опсаде". Арана је такође наметнуо правила облачења, забрањујући миниће за жене и дугу косу за мушкарце. Страни новинари су тада цитирали високе владине изворе који су признали 700 погубљења снага безбедности или паравојних одреда смрти у прва два месеца „опсаде“. То поткрепљује тајни билтен америчке одбрамбене обавештајне агенције из јануара 1971. године у којем се детаљно наводи како снаге безбедности елиминишу стотине осумњичених „терориста и бандита“ у гватемалском селу.
Док се владина репресија настављала на селу, већина жртава владине репресије под Араном били су становници главног града. „Специјални командоси“ војске и Четвртог корпуса Националне полиције који делују „под владином контролом, али ван судских процеса“ , отели су, мучили и убили хиљаде левичара, студената, лидера синдиката и обичних криминалаца у Гватемали. У новембру 1970. године, „Судска полиција“ је формално расформирана и активирана је нова полуаутономна обавештајна агенција Националне полиције позната као „Детективски корпус“ - са припадницима који су деловали у цивилу - што је на крају постало познато по репресији. Једна од метода мучења коју је у то време обично користила Национална полиција састојала се од постављања гумене "капуљаче" напуњене инсектицидом преко главе жртве до тачке гушења.

## Герилска војска сиромашних
19. јануара 1972. године припадници новог гватемалског герилског покрета ушли су у Икскан из Мексика и прихватили су их многи фармери; 1973. године, након упада у општинско седиште Котзал, побуњеничка група одлучила је да постави камп под земљом у планинама Ксолкике.
ЕГП је одлучио да изврши ноторна дела која су такође симболизовала успостављање „социјалне правде“ против неефикасности државних и правосудних институција. Такође су желели да овим акцијама староседелачко рурално становништво региона поистовете са побуном, мотивишући их тако да се придруже њиховим редовима. Као део овог плана договорено је да се изврше такозвана „погубљења“; како би се утврдило ко ће бити подвргнут "извршењу", ЕГП је прикупио жалбе примљене од локалних заједница. На пример, изабрали су две жртве: Гиљерма Монзона, који је био војни комесар у Икцану и Хосе Луис Аренаса, највећег земљопоседника у тој области, а који је ЕГП-у пријављен због наводних сукоба на земљи са суседним насељима и злостављања њихових радника.

## Масовни покрет за социјалне реформе: 1974–1976
У суботу, 7. јуна 1975, на земљопоседника Хосе Луис Аренас извршен је атентат у просторијама његове фарме „Ла Перла“. Испред његове канцеларије налазило се отприлике две до три стотине сељачких радника који су примали плату. Међу радницима била су скривена четири члана ЕГП-а, који су уништили комуникациони радио фарме и погубили Аренаса. Након атентата, герилци су фармерима говорили на иксилском језику, обавештавајући их да су припадници герилске армије сиромашних и да су убили "Икцан тигра" због његових наводних вишеструких злочина над члановима заједнице. Син погубљеног Аренаса је побегао у Гватемала Сити, где је рекао министру одбране шта се десило. Министар одбране му је одговорио да мора да је погрешио, јер тамо нема герила.
Упркос томе што је министар одбране негирао присуство гериле у Икцану, влада је одговорила на ове нове герилске акције систематским уклањањем многих задружних вођа у гватемалским планинама. Иако се чинило да нова влада подржава развој задруга на површини, генерал Лаугеруд дао је претходне изјаве у којима је осудио задруге као фасаду совјетског комунизма. Због чињенице да су задруге углавном биле отворене, обавештајним службама је било релативно лако да обједине имена чланова задруга како би одредиле циљеве за програм истребљења, који је, чини се, започео убрзо након тога.

7. јула 1975. године, месец дана од убиства Аренаса, контингент војних падобранаца стигао је на пијацу Икцан Гранде. Тамо су ухватили 30 мушкараца који су били чланови задруге Ксалбал и одвели их хеликоптерима; сви су накнадно „нестали“. Случај тридесет мушкараца ухапшених 7. јула, као и седам других случајева "нестанка" међу истом задругом наведени су у заклетој изјави генералу Кјелу Лаугеруду у новембру 1975. Министарство унутрашњих послова одговорило је негирајући да је " нестале "влада је узела особе. Истог месеца, у штампи је објављено узнемирујуће мимеографско писмо упућено задругама града Гватемале у име МАНО „одреда смрти“:
Знамо за ваш прокомунистички став... Знамо из искуства да све радничке организације и задруге увек падају у моћ комунистичких вођа који су у њих убачени. Имамо организацију и силу да спречимо да се ово више не понови... Треба хиљаде сељачких гробова да буде сведок томе...
Укупно 60 вођа задруга је убијено или „нестало“ у Икцану између јуна и децембра 1975. Додатних 163 задружних и сеоских лидера убијено је од стране одреда смрти између 1976. и 1978. Верујући да је Католичка црква чинила главни део друштвене базе ЕГП-а, режим је такође почео да издваја циљеве међу катихетама.
Гватемалу је 4. фебруара 1976. године погодио разорни земљотрес снаге 7,5 Рихтерове скале. Преко 23.000 Гватемалаца је страдало у катастрофи, а близу милион је остало без одговарајућег склоништа. Земљотрес је имао и политички ефекат: видљива неспособност и корупција владе да се избори са последицама катастрофе довела је до пораста независног организовања и оставила многе преживеле дубоко критичне према влади. Политички систем је био неефикасан како би осигурао добробит становништва. После земљотреса, више грађана је желело инфраструктурне реформе, а многи су то видели као одговорност владе да улаже у ова побољшања.
У сиромашним бариосима који су несразмерно погођени земљотресом, због лоше инфраструктуре, суседске групе помагале су да спасу жртве или ископају мртве, дистрибуирају воду, храну и материјале за реконструкцију и спречавају пљачку од стране криминалаца. Политички притисци створени након земљотреса вршили су већи притисак на војну владу Гватемале да подстакне реформе. Сигурносне снаге су накнадно искористиле овај поремећај да би се упустиле у талас политичких атентата у Гватемали, од чега је Amnesty International документовала 200 случајева. Период повећане милитаризације започео је у индијским планинама након земљотреса, праћен додатним операцијама против побуне.

## Државни пуч из 1982. и режим Риоса Монта
Дана 23. марта 1982. године, млађи официри под командом генерала Ефраина Риоса Монта извели су државни удар и свргнули генерала Ромеа Лукаса Гарсију. Пуч није подржао ниједан ентитет у Лукасовој влади осим млађих официра који су учествовали у инжењерингу пуча. У време пуча, већина старијих официра Лукаса Гарције није била упозната са било којим претходним пучем који је планирао нижи официри или било који други ентитет.
У року од два месеца након преузимања власти, Риос Монт је радио на јачању своје личне моћи и почео је да елиминише оне официре за које је веровао да су умешани у завере за контра-пуч. Једна посебно кохезивна група официра супротстављених Риосу била је унапређена класа гватемалске Војне академије број 73. Да би застрашио ове официре и угушио планове за контра-пуч, Риос Монт наредио је хапшење и истрагу тројице његових најистакнутијих чланова: капетана Марио Лопеза Серана, Роберто Енрике Летона Хора и Ото Перез Молине. Претио је да ће изнети доказе о њиховој корупцији ако му се наставе противити. 9. јула 1982. године, Риос Монт је приморао два члана хунте да поднесу оставке, остављајући га под потпуном контролом владе, и као дефакто шеф оружаних снага и као министар одбране.
У фебруару 1983. године, тада поверљиви ЦИА-ин агент забележио је пораст „сумњивог десничарског насиља“ у главном граду, са све већим бројем отмица (нарочито просветних радника и ученика) и истовременим повећањем броја нађених лешева из јарака и јаруга, раније карактеристика државног терора под режимом Лукаса Гарсије. Агент је пратио талас репресије одреда смрти до састанка генерала Риоса Монта из октобра 1982, са обавештајном јединицом "Архивос", у којем је агентима дао пуномоћ за "хапшење, држање, испитивање и одлагање осумњичених герилаца како су сматрали потребним". Ово је означило почетак постепеног повратка у услове који су владали у Гватемали под претходницима Риоса Монта.

## Демократска транзиција: 1983–1986
Риоса Монта свргнуо је 8. августа 1983. његов властити министар одбране, генерал Хумберто Мехија Викторес. Мехија је постао дефакто председник и оправдао пуч, рекавши да "верски фанатици" злоупотребљавају положај у влади, а и да су веома корумпирани. Риос Монт је остао у политици, основавши странку Републикански фронт Гватемале 1989. године. Изабран у Конгрес, а касније и за председника Конгреса 1995. и 2000.
Активисткиња Ригоберта Менчу 1983. године објавила је мемоаре о свом животу током тог периода, Индијанка у Гватемали, који су привукли пажњу света. Она је кћерка једног од сељачких вођа који је умро у масакру шпанске амбасаде 31. јануара 1980. године. Касније јој је додељена Нобелова награда за мир 1992. године - година прославе Пете стогодишњице открића Америке - за свој рад у корист ширу социјалну правду. Њени мемоари скренули су међународну пажњу на Гватемалу и природу њеног институционалног тероризма.
Због међународног притиска, као и притиска других латиноамеричких држава, генерал Мехија Викторес дозволио је постепени повратак демократије у Гватемали. 1. јула 1984. одржани су избори за представнике у Уставотворну скупштину за израду демократског устава. 30. маја 1985. године, Уставотворна скупштина је завршила израду новог устава, који је одмах ступио на снагу. Заказани су општи избори, а за председника је изабран цивилни кандидат Винисио Керезо. Постепеним оживљавањем „демократије“ нису окончани „нестанци“ и убиства одреда смрти, јер је ванправно државно насиље постало саставни део политичке културе.

## Мировни процес (1994. до 1996)
За време де Леона, мировни процес, којим су посредовале Уједињене нације, поново је успостављен. Влада и УРНГ потписали су споразуме о људским правима (март 1994), пресељавању расељених лица (јун 1994), историјском разјашњењу (јун 1994) и аутохтоним правима (март 1995). Такође су постигли значајан напредак у социјално-економском и аграрном споразуму.
Под управом Арзуа, који је победио на председничким изборима, закључени су мировни преговори, а влада и герилска револуционарска организација УРНГ, која је постала правна странка, потписали су мировне споразуме којима је окончан 36-годишњи унутрашњи сукоб у децембру 1996. Генерални секретар УРНГ, командант Роландо Моран и председник Алваро Арзу заједно су примили Унескову награду за мир за њихове напоре да окончају грађански рат и постигну мировни споразум. Савет безбедности Уједињених нација усвојио је Резолуцију 1094 20. јануара 1997. распоређујући војне посматраче у Гватемалу да их надгледају.

## Жртве
До краја рата, процењује се да је 140 000–200 000 људи убијено или нестало. Огромна већина убијених у кршењу људских права биле су жртве службено санкционисаног терора од стране владе снаге. Унутрашњи сукоб је описан у извештају Надбискупске канцеларије за људска права (ОДХАГ). ОДХАГ је готово 90,0 процената злочина и преко 400 масакра приписао гватемалској војсци (и паравојној формацији), а мање од 5 процената злочина герилцима (укључујући 16 масакра).
У извештају из 1999. године, Комисија за историјско појашњење (ЦЕХ) коју спонзоришу УН изјавила је да је држава одговорна за 93 посто кршења људских права почињених током рата, а герилци за 3 посто. Врхунац су достигли 1982. године. 83 посто жртава биле су Маје. Обе стране користиле су терор као политику.

## Подршка и учешће страних држава

#### Учешће Сједињених Држава
Декласификовани документи ЦИА извештавају да је америчка влада организовала, финансирала и опремила државни удар 1954. године, депонујући изабрану гватемалску председничку владу Јакоба Арбенза Гузмана. Аналитичари Кејт Дојл и Питер Корнблух извештавају да су „након што се развила мала побуна, након пуча, војни лидери Гватемале развили и дорадили, уз америчку помоћ, масивну кампању против побуне у којој су десетине хиљада масакрирани, осакаћени или нестали." Професор историје Стивен Г. Рејб извештава да су „уништавајући популарно изабрану владу Јакобо Арбенз Гузмана (1950–1954), Сједињене Државе покренуле скоро четири деценије дугачак циклус терора и репресије“. Пуч d'état је за шефа владе поставио оловног узурпатора, пуковника Кастиљо Армаса, а затим су он и „Сједињене Државе готово одмах започели милитаризацију Гватемале финансирајући и реорганизујући полицију и војску“.

##### Роналд Реган повећава војну помоћ и сарадњу
Након избора Роналда Регана, САД су предузеле активније мере како би осигурале блиске односе са гватемалском владом. У априлу 1981. тим за националну безбедност председника Регана пристао је да пружи војну помоћ гватемалском режиму ради истребљења левичарске гериле и њихових „цивилних механизама подршке“, према документу Националне архиве.
САД су пружиле војну логистичку подршку гватемалској војсци, која је преквалификована у невојну „регионалну контролу стабилности“ како би заобишла конгресни ембарго. Почетком 1982. године, белгијска компанија АСЦО, по овлашћењу Стејт департмента и Пентагона, послала је десет лаких тенкова марке М41 Walker Bulldog америчке производње која је илегално испоручена Гватемали по цени од 34 милиона америчких долара. Десет тенкова било је део пошиљке од 22 тенка коју је одобрила америчка влада из Белгије у Доминиканску Републику. Само дванаест тенкова је истоварено, а остатак је отпремљен гватемалској војсци у Пуерто Бариос на карипској обали. САД је послала милионе долара, кола и хеликоптере војсци Гватемале.

##### Реган о кршењу људских права
Human Rights Watch је 1984. године известио да је Реганова администрација објавила да укида петогодишњу забрану продаје оружја, а штавише „Риосу Монту и његовим снагама одобрила продају војних резервних делова у вредности од 6,36 милиона долара“. Human Rights Watch је овако описао степен одговорности САД:
У светлу свог дугог низа извињења за владу Гватемале и њеног неуспеха да јавно одбаци та извињења чак и у тренутку разочарања, верујемо да Реганова администрација дели одговорност за грубе злоупотребе људских права које је упражњавала влада Гватемале.
У јануару 1983. помоћник државног секретара за људска права Елиот Абрамс отишао је на телевизију да брани најављени наставак војне помоћи: 
За масакре и избеглице треба кривити гериле који се боре против владе. Масакри и избеглице су цена стабилности“.
Како је расло противљење америчкој политици, лондонски лист Economist је три месеца касније приметио: „Оно што либерални Американци могу очекивати је да услов војне помоћи Гватемали треба да буде олакшање политичког прогона центра - који је пре свега ишао на руку екстремној левици."

##### Учешће САД у мучењима
Непознато је у којој мери је америчко војно и обавештајно особље директно учествовало у мучењу и кршењу људских права у Гватемали. Мало је грађана које су војне и обавештајне службе одвеле и мучиле, а већина је „нестала“. Међутим, прегршт оних који су током година преживели мучење у Гватемали, испричали су да су амерички агенти били присутни током мучења или су их испитивали након што су већ били мучени.
Једног мушкарца познатог као "Давид" су отели војници у цивилу у граду Гватемала 1969. године. Свукли су га, претукли га, опекли га цигаретама и напели у кесу пуну инсектицида пре него што су га мазили и претили силовањем. Затим је био подвргнут поновљеним електричним ударима на осетљивим деловима тела под надзором „гринга“ (човека који је говорио с америчким нагласком) и више пута му је речено да призна да је герила. После вишедневне тортуре, скинут му је повез са очију и суочила су се са њим двојица Американаца који су тврдили да потичу из Црвеног крста и рекли су му да ће га, ако призна да је герила, заштитити од даљег мучења. Када „Давид“ није признао, отишли су и више их никада није видео.
У другом сведочењу, четрнаестогодишњи дечак познат као "Мигел" отет је у Гватемали са два своја пријатеља 1982. године. Снаге безбедности заплениле су и чланове његове породице и неколико других пријатеља. Током два дана, „Мигел“ и његови пријатељи су премлаћивани, ускраћивани су хране и гушени капуљачама. Такође су били сведоци умирања човека који је лежао на поду, крварећи кроз завезане очи. Затим су одведени један по један у седиште страхопоштованог ДИТ-а (Одељења за техничке истраге), где их је интервјуисао Американац. Американац је описан као краткодлаки Кавказ у четрдесетим годинама, грађен као војник, уз двоје гватемалских стражара. Рекли су да им се чини да је „гринго“ искусни испитивач, који је знао многе детаље о њему и његовој породици. Један од његових преживелих пријатеља (кога је такође испитивао „гринго“) приметио је како се хвалио својим искуствима у Вијетнаму и Африци. У једном тренутку је запретио да ће Мигелу "спалити дупе" врућим угљем ако не сарађује. Двоје његових пријатеља који су касније заробљени „нестали су“.
Можда је најпознатији случај сестре Дијан Ортиз, америчке римокатоличке часне сестре која је касније основала групу за заговарање људских права, Међународну коалицију за укидање тортуре и подршку преживелима (ТАССЦ). 1989. године, док је радила као мисионар у Гватемали, Ортиз су киднаповали, мучили страни агенти државне безбедности, задавши јој 111 опекотина цигарета другог степена. Идентификовала је вођу јединице као Северноамериканца са америчком амбасадом  и рекла да ју је неколико чланова администрације Џорџа Буша „оклеветало“ негирајући њену причу. Током путовања у Гватемалу 1999. године, након објављивања извештаја Комисије за истину, амерички председник Бил Клинтон упутио је извињење изјавивши да је „подршка војним снагама или обавештајним јединицама које су се бавиле насилном и широком репресијом описане у извештају била погрешна."

#### Учешће Израела
Током централноамеричке кризе, израелска влада блиско је сарађивала са Сједињеним Државама у пружању додатне војне и обавештајне подршке режимима које подржавају САД у региону. Ово се посебно односило на Гватемалу после 1977. године, када је подршка САД постала предмет ограничења која су произишла из растућих тензија између Гватемале и Белизеа и противљења Конгреса пракси људских права гватемалске владе. Док су ЦИА и америчке Зелене беретке наставиле прикривено да функционишу у Гватемали - пружајући обуку и савете у борби против побуне - критични аспект америчке подршке подразумевао је преношење послова спољним повериоцима као што су Израел и Аргентина. Израел је такође, послао десет хеликоптера војсци Гватемале на позајмицу. Институт за истраживање мира из Стокхолма, утврдило је да 39 процената оружја које се користило од 1975. до 1979. у Гватемали израелског порекла.
Бројни извори - укључујући израелску штампу - проценили су да је у Гватемали деловало до 300 израелских саветника. Природа саветодавне улоге Израела у Гватемали обухватала је обуку у обавештајним службама и надзору и курсеве урбане противпобуне. Уз финансирање УСАИД-а, израелски стручњаци - делујући као подизвођачи за Сједињене Државе - одржали су радионице мучења са Контрасом у Гватемали, Никарагви и Хондурасу. Високи официри из Гватемале такође су похађали курсеве испитивања у Тел Авиву - такође уз помоћ средстава УСАИД-а.

#### Учешће Аргентине
Војни режими у јужноамеричком конусу пружали су материјалну подршку и обуку гватемалској влади. Нарочито је Аргентина била истакнути извор материјалне помоћи и инспирације гватемалској војсци. Многе тактике које су користиле гватемалске снаге безбедности биле су сличне онима које је користила Аргентина током Прљавог рата. Укључивање Аргентине у гватемалску владу уклопило се у шири контекст операције Чарли, тајне операције (подржане од ЦИА) чији је циљ пружање обавештајне обуке и помоћ у противпобуњеничким активностима владама у Ел Салвадору, Хондурасу и Гватемали као додатак америчким операцијама у региону.

#### Учешће Јужноафричке Републике
Током 1980-их гватемалске обавештајне службе имале су прикривене везе са Јужноафричком Републиком. Познато је да је Јужноафричка Република пружала влади Гватемале војне савете и обуку из тактике против побуне на основу оних САДФ-а и паравојних снага (као што је Коевоет) запослених у Намибији и другде. Г-2 је посебно занимало искуство које су Јужноафриканци имали у борби против кубанских снага у Анголи. Ова сарадња се поклопила са временом када је Јужноафричка Република уживала добре односе са Сједињеним Државама и Израелом, који су били кључни савезници гватемалског режима. У то време, ЦИА је активно подржавала напоре режима апартхејда да подрије владу МПЛА у Анголи, углавном кроз подршку УНИТА-е. Израел је такође помогао Јужноафричкој Републици да развије сопствену индустрију наоружања у време када је она постајала све више међународно изолована.